# Nishiyama Onsen Keiunkan
Nishiyama Onsen Keiunkan (Nhật: 西山温泉慶雲館 (Tây Sơn Ôn tuyền Khánh vân Quán)) là khách sạn suối nước nóng ở Hayakawa, tỉnh Yamanashi, Nhật Bản. Được thành lập năm 705, đây là khách sạn lâu đời nhất và là một trong những công ty lâu đời nhất hoạt động. Trong năm 2011, khách sạn đã chính thức được công nhận bởi kỷ lục thế giới Guinness là khách sạn lâu đời nhất trên thế giới. Nó đã được liên tục vận hành bởi 52 thế hệ của cùng một dòng họ (bao gồm cả những người thừa kế được thừa nhận) trong hơn 1.300 năm.
Keiunkan nằm dưới chân Dãy núi Akaishi. Kể từ khi thành lập, khách sạn đã có tất cả nguồn nước nóng có nguồn gốc trực tiếp từ Hakuho Springs địa phương. Khách sạn được tân trang lại lần cuối vào năm 1997 và có 37 phòng.